# Colônia isomorfa
Isomorfas são indivíduos de mesma forma e mesmo aspecto físico que formam uma colônia.
Colônias de Corais (Celenterados), Crustáceos, certos protozoários, bactérias são exemplos de isomorfismo.
Os recifes de corais são exemplos de colônia isomorfa. São formados por corais, que são celenterados que secretam esqueletos de carbonato de cálcio. Esses recifes podem ter vários quilômetros de comprimento, contendo de centenas até milhões de indivíduos semelhantes.

## Etimologia
Isomorfa vem do latim, "Iso" que significa "mesmo", "igual", e "Morfa" que é "forma".